# Salix pseudotangii
Salix pseudotangii — вид квіткових рослин із родини вербових (Salicaceae).

## Морфологічна характеристика
Це кущ. Гілочки тьмяно-коричневі; молоді гілочки густо біло запушені, стаючи рідко біло запушеними. Листки на ніжках ≈ 2.5 мм, запушена; листкова пластинка довгаста чи еліптична, 8–16 × 5–12 мм, абаксіально (низ) білувата, рідко ворсинчаста, адаксіально зелена, запушена по середній жилці, обидва кінці закруглені, край цільний. Жіноча сережка 1.5–2 см. Коробочка яйцювато-довгаста.

## Середовище проживання
Шеньсі. Населяє ліси гірських схилів; на висотах ≈ 2300 метрів.